# Ala e Vilarinho do Monte
Ala e Vilarinho do Monte (oficialmente: União das Freguesias de Ala e Vilarinho do Monte) é uma freguesia portuguesa do município de Macedo de Cavaleiros, com 40,77 km² de área e 412 habitantes (censo de 2021). A sua densidade populacional é 10,1 hab./km².

## História
Foi criada aquando da reorganização administrativa de 2012/2013,  resultando da agregação das antigas freguesias de Ala e Vilarinho do Monte.

## Demografia
A população registada nos censos foi:
| Distribuição da População por Grupos Etários | Distribuição da População por Grupos Etários | Distribuição da População por Grupos Etários | Distribuição da População por Grupos Etários | Distribuição da População por Grupos Etários | Distribuição da População por Grupos Etários |
| -------------------------------------------- | -------------------------------------------- | -------------------------------------------- | -------------------------------------------- | -------------------------------------------- | -------------------------------------------- |
| Antes da agregação                           |                                              |                                              |                                              |                                              |                                              |
| Ano                                          | 0-14 anos                                    | 15-24 anos                                   | 25-64 anos                                   | >= 65 anos                                   | Total                                        |
| 2001                                         | 71                                           | 62                                           | 265                                          | 171                                          | 569                                          |
| 2011                                         | 40                                           | 39                                           | 214                                          | 191                                          | 484                                          |
| Após a agregação                             |                                              |                                              |                                              |                                              |                                              |
| Ano                                          | 0-14 anos                                    | 15-24 anos                                   | 25-64 anos                                   | >= 65 anos                                   | Total                                        |
| 2021                                         | 24                                           | 26                                           | 182                                          | 180                                          | 412                                          |